# Scalenus ysmaeli
Scalenus ysmaeli är en skalbaggsart som beskrevs av Hüdepohl 1987. Scalenus ysmaeli ingår i släktet Scalenus och familjen långhorningar.
Artens utbredningsområde är Filippinerna. Inga underarter finns listade i Catalogue of Life.